# Gainesville (Teksas)
Gainesville je grad u američkoj saveznoj državi Teksas. Prema popisu stanovništva iz 2010. u njemu je živjelo 16.002 stanovnika.